# Harra (Einheit)
Das Maß Harra war ein Handelsgewicht und wurde in das kleine und große Harra unterschieden und war in Ostindien in der Präsidentschaft Bombay verbreitet. Der Maund hatte etwa 12,7 Kilogramm.
- 1 kleine Harra = 7 Maunds
- 1 große Harra = 21 Maunds[1]